# Estadio Hrvatski Vitezovi
El Estadio Hrvatski Vitezovi (traducido en español: Estadio de los Caballeros croatas) es un estadio multiusos en Dugopolje, cerca de la ciudad de Split, en el sur de Croacia. El estadio tiene una capacidad de 5.200 y es la sede del NK Dugopolje de la Segunda Liga de Croacia.

## Historia
El estadio se inauguró oficialmente el 22 de julio de 2009, con un partido amistoso entre NK Dugopolje y Hajduk Split.
El costo de construcción del estadio fue de 55 millones de kunas y es parte de un complejo deportivo más grande que incluye edificios administrativos del club, varias piscinas y canchas de tenis.
En junio de 2009, el estadio fue visitado por la inspección de licencias de estadios de la UEFA que le otorgó altas calificaciones y la aprobación para ser utilizado en partidos europeos.
En mayo de 2010 se confirmó que HNK Šibenik, equipo croata de alto nivel que había asegurado su debut europeo al final de la temporada 2009-10 , será el anfitrión de sus partidos europeos en la temporada siguiente en el terreno de Dugopolje, ya que su propio Stadion Šubićevac no cumple con los requisitos de licencia de la UEFA.